# Locomotiva FS E.431
Le Locomotive E.431 erano un gruppo di locomotive elettriche delle Ferrovie dello Stato a corrente alternata trifase. Per la forma particolarmente allungata degli avancorpi, le dissimmetrie longitudinali ridotte sulla cassa, la trasmissione a biella triangolare che aveva un aspetto particolarmente snello se comparato a quello di altre locomotive, la E.431 è stata ed è considerata da parte di ferrovieri e appassionati come la più elegante delle locomotive trifase.

## Storia

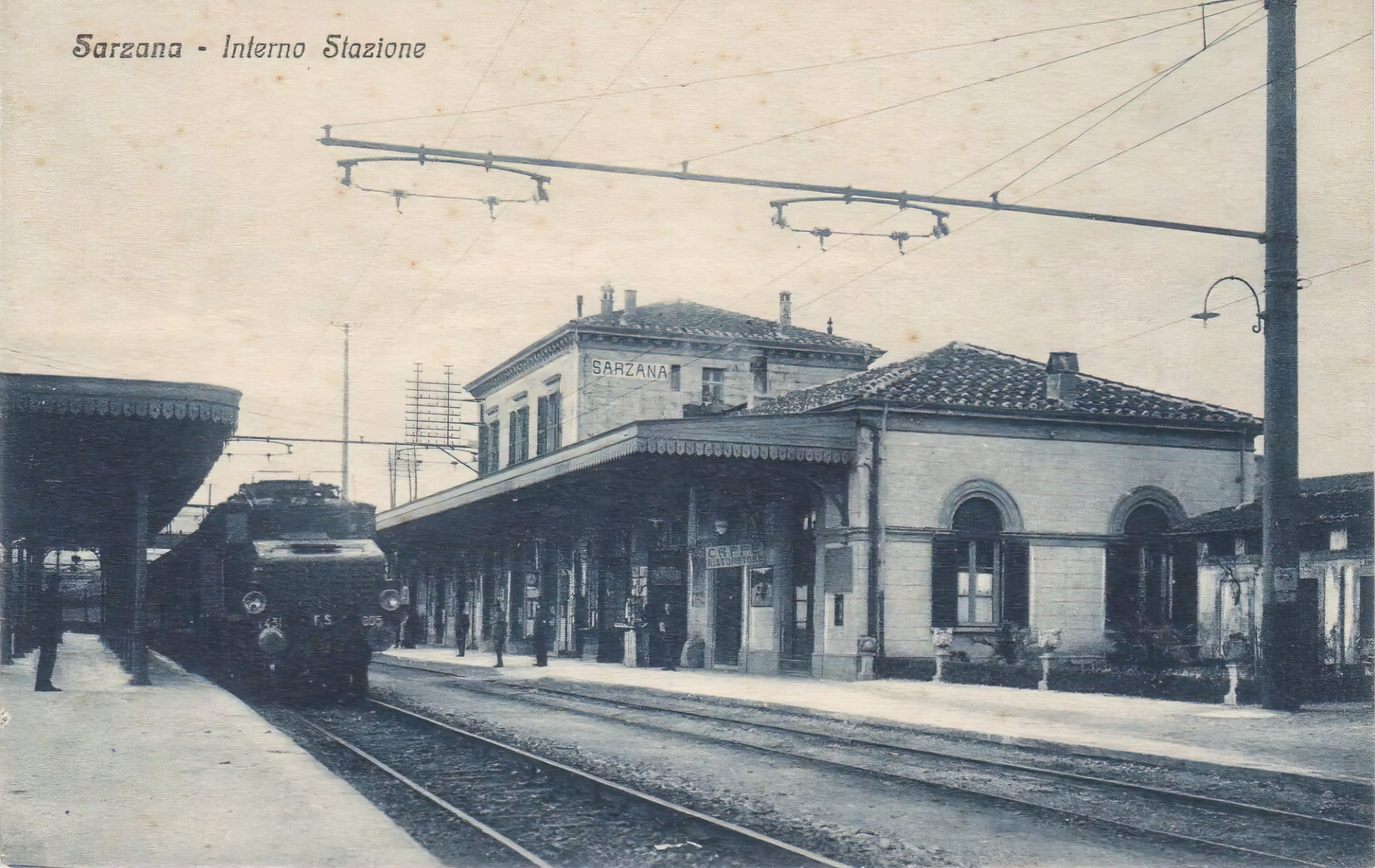
E.431.005 in sosta a Sarzana negli anni '30

Le locomotive E.431 furono costruite in 37 esemplari fra il 1922 e il 1925 da TIBB (Tecnomasio Italiano-Brown-Boveri), suddivise in tre serie, di cui l'ultima in collaborazione con Ansaldo.
Il progetto della locomotiva, e la sua costruzione, erano stati sviluppati per rendere disponibili locomotive per treni veloci (100 km/h limite allora ritenuto insuperabile per il sistema trifase) e pesanti. L'estensione della rete elettrificata con questo sistema era arrivata a coinvolgere quasi interamente Piemonte e Liguria, una parte della Lombardia, includendo direttamente le città di Torino e Genova e indirettamente Milano con le linee afferenti, transiti internazionali come Ventimiglia, valichi come il Frejus e il Brennero e la Porrettana per un certo tempo unica via di attraversamento dell'Appennino nel percorso tra Roma e Milano. Queste erano tutte linee percorse da treni rapidi e importanti internazionali dalla composizione robusta (fino a 20 carrozze) da cui l'esigenza di macchine per questo tipo specifico di servizio.
All'atto pratico le E.431 non presentarono piena rispondenza alle caratteristiche per cui erano state pensate. In particolare il collegamento a cascata dei motori alle velocità inferiori rendeva uno sforzo di trazione insufficiente, incidendo sulle prestazioni durante l'avvio e nella marcia in salita. Non effettuarono quindi il servizio sulle linee del Frejus e del Brennero, mentre nelle restanti salite, in particolare su quelle che portano dalla costiera ligure verso l'entroterra, furono sempre utilizzate in trazione multipla anche con macchine di altri gruppi. Tali problemi vennero risolti, anche se non definitivamente, con il gruppo E.432 in cui si ripensò la struttura dei motori di trazione.
Sulle linee pianeggianti poterono invece far sfoggio delle loro doti velocistiche, conducendo i treni per cui erano state previste, anche qui in doppia trazione quando la massa totale lo richiedeva. Con la conversione a corrente continua delle linee trifase le E.431 furono progressivamente ritirate e accantonate, ma essendo fra gli ultimi gruppi costruiti per il trifase e quindi tecnologicamente più evolute, alcune locomotive arrivarono attive in servizio fino al termine del sistema avvenuto nel 1976, utilizzate per servizi locali.

## Caratteristiche

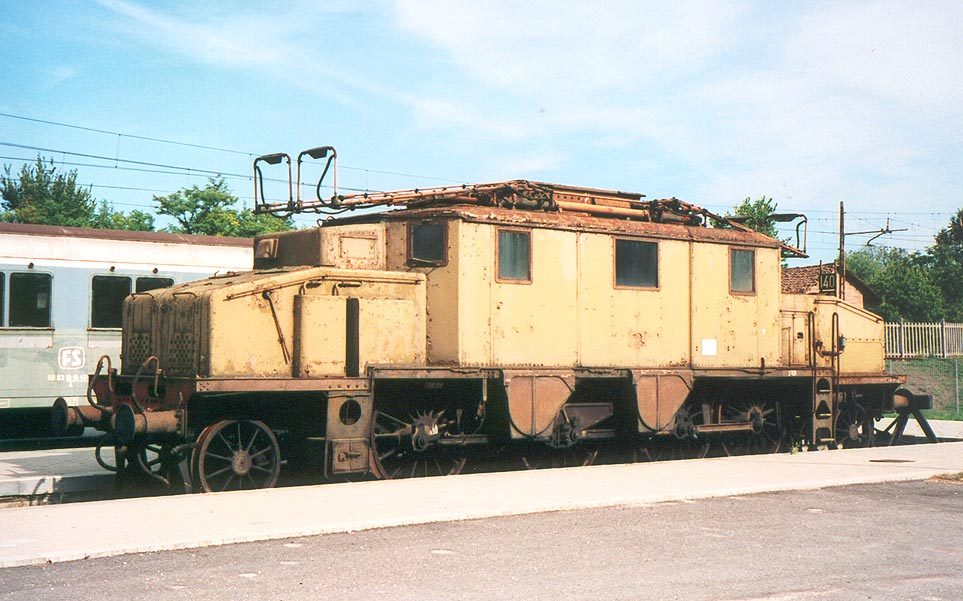
La E.431.027 esposta presso il Museo Ferroviario Piemontese di Savigliano prima del restauro estetico

### Parte meccanica
La E.431 fu la prima locomotiva trifase per treni passeggeri ad avere un rodiggio con quattro assi motori, per accrescere la massa aderente e meglio ripartire la forza motrice. Gli assi motori di estremità erano accoppiati in un carrello con l'asse portante adiacente (carrello tipo Zara). Questa soluzione adottata anche in molte altre locomotive permetteva una migliore iscrizione in curva dato il percorso generalmente tortuoso delle linee in Italia.
Dai due motori una biella triangolare fungeva da trasmissione primaria verso il secondo asse motore rispetto alla cabina anteriore; bielle orizzontali trasmettevano dalla primaria il moto agli altri assi accoppiati. Le ruote erano del tipo in uso sulle locomotive a vapore con contrappesi di equilibratura e manovelle a 90°.
Su un robusto telaio era situata una cabina centrale nel quale trovavano posto i due motori di trazione, che erano smontabili dal basso, i "controller", inoltre diametralmente opposti i banchi di guida. Alle estremità vi erano due avancorpi di forma allungata nei quali trovavano posto gli apparati ausiliari, i ventilatori, il reostato, i compressori e i serbatoi del freno, come anche un interruttore invertitore per la selezione del senso di marcia.

### Parte elettrica
La parte elettrica era costituita da due motori di trazione i cui statori erano commutabili a sei o a otto poli. Con il collegamento a cascata, in cui le correnti indotte sul rotore di un motore alimentavano il secondo si ottenevano le due caratteristiche di velocità inferiori a 37,5 e 50 km/h, con il collegamento in parallelo quelle superiori a 75 e 100 km/h. La limitazione di corrente durante gli spunti e le commutazioni era ottenuta tramite un reostato raffreddato da una soluzione di acqua e soda al 2% che attraverso un sistema di tubi scambiatori cedeva il calore a un altro circuito a liquido che utilizzava acqua dolce. Alcuni tentativi furono effettuati durante i primi tempi del servizio per il miglioramento delle prestazioni nel collegamento a cascata, ma risultarono poco fruttuosi.
La corrente veniva captata dalla linea aerea tramite due trolley a stanga secondo uno schema diffuso nelle locomotive trifase sino ad allora.

### Comando multiplo
Dopo i lusinghieri risultati ottenuti sulle locomotive a ruote piccole E.551 ed E.554, fu deciso di estendere la sperimentazione del comando multiplo tipo "Ligure" anche ad alcune locomotive a ruote grandi, tra cui due E.333 e le E.431.023 e 026. Le macchine prescelte, trasformate nei primi mesi del 1960, si comportarono egregiamente in comando multiplo sia tra loro che in modo promiscuo con altre a ruote piccole, dimostrando sul campo la piena validità della soluzione adottata.
L'indiscusso successo del comando multiplo tipo "Ligure" fece prendere in considerazione l'idea di adottarlo come equipaggiamento di normale dotazione su tutte le locomotive trifasi, escludendo solo i tipi più antiquati. In particolare per le E.431 venne disposta la trasformazione di ulteriori otto unità, che fu però eseguita solo su due di queste.
Conformemente al programma iniziale, nell'autunno 1959 entrò in officina la E.431.018, seguita nel gennaio 1960 dalla E.431.036. Su questa coppia di locomotive, finite di approntare a comando multiplo in primavera, fu aggiunto un accoppiamento ad alta tensione che, mediante una coppia di prese REC su ciascuna testata, permetteva l'alimentazione della seconda unità a trolley abbassati, allo scopo di evitare una limitazione di velocità imposta alle locomotive in doppia trazione sulla linea Torino-Fossano-Ceva.
In definitiva le locomotive equipaggiate con il comando multiplo tipo "Ligure" furono le E.431.018, 023, 026 e 036.

## Conservazione museale

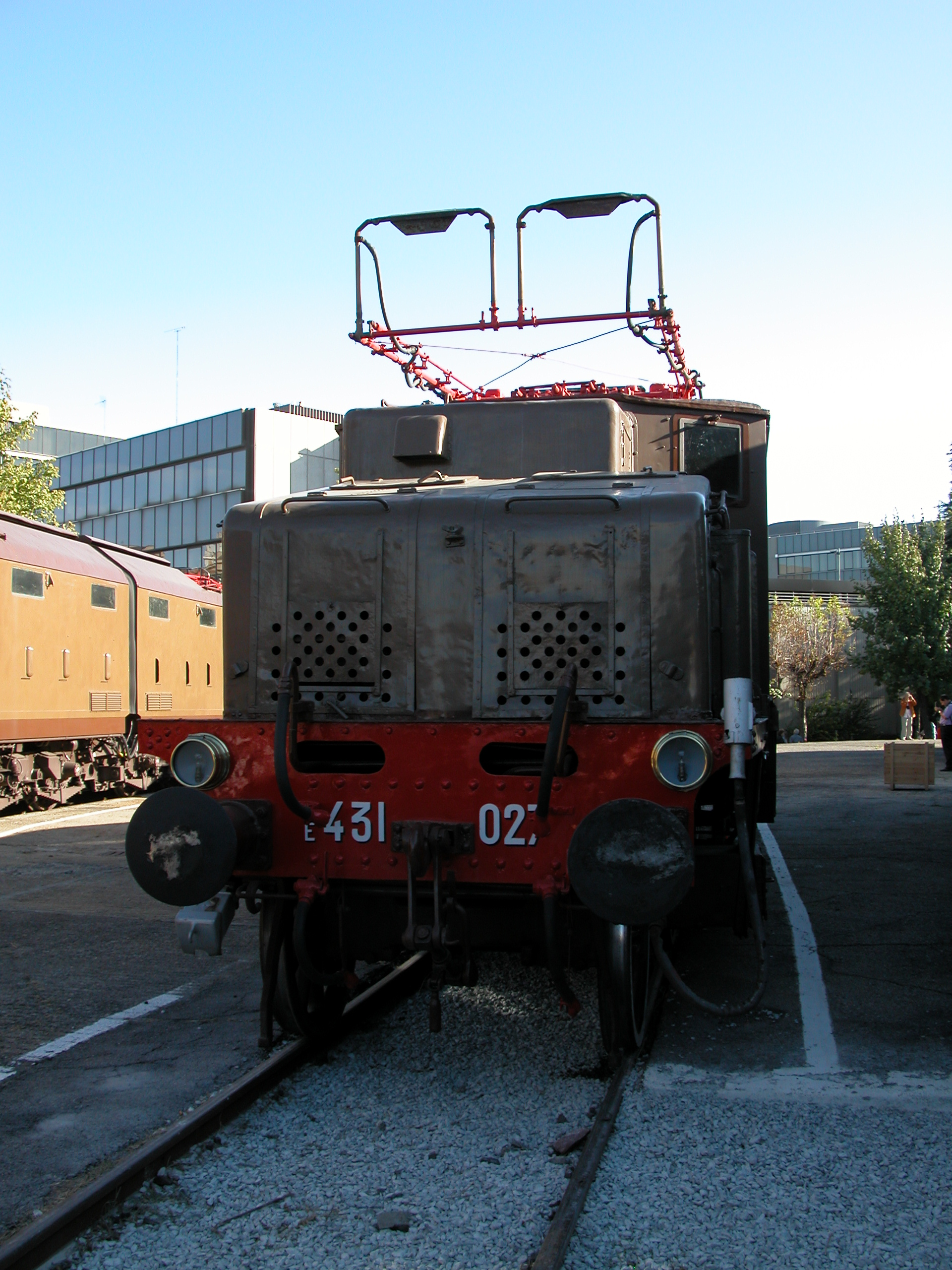
La locomotiva E.431.027 del Museo Ferroviario Piemontese, esposta presso il Deposito Locomotive di Torino Smistamento in occasione della manifestazione per il centenario dell'impianto (8 e 9 ottobre 2011)

La locomotiva E.431.027 è esposta nella sede di Savigliano del Museo Ferroviario Piemontese (MFP). Costruita nel 1924 nell'opificio di Vado Ligure del Tecnomasio Italiano-Brown-Boveri, tra il 2005 e il 2006 è stata restaurata esteriormente nello stesso stabilimento, la cui proprietà è nel frattempo passata a Bombardier Transportation Italy. Nel 2014 venne esposta a Pistoia nell'ambito dei festeggiamenti della ferrovia Porrettana.
La locomotiva E.431.037, conservata fino al 1989 nel Museo dei Trasporti di Lucerna in Svizzera, nel settembre dello stesso anno è stata venduta per mancanza di spazio ad un demolitore tedesco. Dopo una peregrinazione durata diverse settimane, il 6 novembre 1989 la locomotiva ha trovato una sistemazione nel Museo automobilistico e tecnologico di Sinsheim in Germania. Il salvataggio dalla demolizione è avvenuto grazie ad un membro dell'associazione che gestisce il museo, il quale ha acquistato privatamente la locomotiva cedendola poi in prestito al museo stesso.

Nel 1991 è stata trasferita al Museo della Tecnica di Spira, nel Palatinato.

### Fonti a stampa
- Alfredo D'Arbela, La locomotiva elettrica, in Ingegneria Ferroviaria, 16 (1961), n. 7-8, pp. 715-729.
- Ferrovie dello Stato. Direzione generale. Servizio Trazione, Album dei tipi delle locomotive ed automotrici, Firenze, Ferrovie dello Stato, 1915, vol. I, tavv. Rist. anast.: Colleferro, Editrice di storia dei trasporti, 1979; Ponte San Nicolò, Duegi, 2005.
- Ministero delle Comunicazioni. Ferrovie dello Stato. Servizio Materiale e Trazione. Scuole allievi macchinisti trazione elettrica, Descrizione delle locomotive elettriche trifasi. Vol. II, parte II. Locomotive gr. E.330 ed E.431, Firenze, Ferrovie dello Stato, 1927.
- Ministero delle Comunicazioni. Ferrovie dello Stato. Servizio Materiale e Trazione. Scuole allievi macchinisti trazione elettrica, Descrizione delle locomotive elettriche trifasi. Vol. II, parte II. Locomotive gr. E.330 ed E.431, Firenze, Ferrovie dello Stato, 1935.
- Pietro Verole, La trazione elettrica nel primo decennio di esercizio delle Ferrovie dello Stato italiano, in Rivista tecnica delle ferrovie italiane, a. 5, 9 (1916), n. 2, pp. 40-41, 49 e 64.
- Pietro Verole, La grande trazione elettrica, Milano, Hoepli, 1926.
- Giuseppe Vicuna, Organizzazione e tecnica ferroviaria, Roma, Collegio Ingegneri Ferroviari Italiani, 1968.

### Storiografia e complementi
- José Banaudo, Michel Braun, A vent'anni dal trifase, Pinerolo, Alzani, 1996. In testa al frontespizio: Amici del trifase. pp. 28, 32-33, 46-48, 63-69.
- Fernando Barenghi, Cinquant'anni di costruzione di locomotive elettriche nello stabilimento di Vado Ligure, in Rassegna tecnica TIBB, 19 (1958), n. 4, pp. 81-90. Ristampato in Le locomotive del Tecnomasio. Itinerario nella storia della trazione elettrica attraverso 1000 locomotive, Vado Ligure, ABB Tecnomasio, 1994, pp. 33-77.
- Giovanni Cornolò, Locomotive elettriche FS, Parma, Ermanno Albertelli, 1994, ISBN 88-85909-97-3 pp. 121–128.
- Giovanni Cornolò, Dall'E.626 all'Eurostar. 1928-2008: ottant'anni di locomotive elettriche FS, Parma, Ermanno Albertelli, 2008, ISBN 88-87372-63-2, pp. 29–32, 38, 44, 495-509.
- Giovanni Cornolò e Martin Gut, Ferrovie trifasi nel mondo. 1895-2000, Parma, Ermanno Albertelli, 2000, ISBN 88-87372-10-1, pp. 20–26, 121-145, 150-190, 265-271, 272-280, 529-530, 533-535.
- Giovanni Cornolò e Claudio Pedrazzini, Locomotive elettriche, Parma, Ermanno Albertelli Editore, 1983.
- Franco De Falco, Dalla 050 alla E.404, in Le locomotive del Tecnomasio. Itinerario nella storia della trazione elettrica attraverso 1000 locomotive, Vado Ligure, ABB Tecnomasio, 1994, pp. 9-21. Ristampato in Ingegneria ferroviaria, 67 (2012), n. 4, pp. 355-361.
- Gianfranco Ferro, Locomotive E 431, il... "coccodrillo" italiano!, fascicolo fuori testo Locomotive trifasi in Tutto treno, 4 (1991), n. 34, pp. 9-8.
- Gianfranco Ferro, Locomotive Gruppo E431 FS, in Tutto treno, 24 (2012), n. 263, pp. 22-31.
- Gianfranco Ferro, Locomotive Gruppo E431 FS, in Tutto treno, 24 (2012), n. 266, pp. 16-25.
- David Jelerčič, Water Bellagente e Michele Mingari, Sui binari dei ricordi. Viaggio in Castano e Isabella, Milano, ACME, 2004.
- Mario Loria, Storia della trazione elettrica ferroviaria in Italia, Firenze, Giunti, 1971.
- Alessandro Mandelli, Trifase alle Cinque Terre, in Tutto treno & storia, 10 (2010), n. 24.
- Erminio Mascherpa, Le nostre locomotive. F. S. E.431. Mezzo secolo di buon servizio, in Italmodel ferrovie, 25 (1974), n. 167, pp. 5752-5760.
- Erminio Mascherpa, Il comando multiplo delle locomotive trifasi, in Italmodel Ferrovie, vol. 26, 177 e 178, 1974,  pp. 6129-6135 e 6165-6171.
- Erminio Mascherpa, Quelle strane E.431, in I Treni, 20 (1999), n. 206, pp. 18-24.
- Michele Mingari, Gian Franco Ferro, Franco Dell'Amico, Viaggio in trifase. 75 anni di corrente alternata FS, Milano, ACME, 2009, ISBN 978-88-96759-07-3, pp. 36, 38-39, 42-43, 62-63, 188-189.
- Michele Mingari, Velociste del trifase, in I Treni, 33 (2012), n. 348, pp. 26-31.
- Michele Mingari, Velociste del trifase, in I Treni, 33 (2012), n. 349, pp. 14-21.
- Nico Molino, E.431 FS. I levrieri del trifase, in Mondo ferroviario, (1999), n. 157, pp. 32-51.
- Angelo Nascimbene, In treno con le E 431, in Tutto treno e storia, (2013), n. 28, pp. 26-33.
- Angelo Nascimbene e Aldo Riccardi, Ferrovie italiane anni '50. Seconda parte. Trazione elettrica, in Tutto treno tema, 9 (1996), n. 9.
- Claudio Pedrazzini, Storia dell'elettrificazione e dei locomotori trifasi FS, Brescia, Club Fermodellistico Bresciano, 2017, ISBN 978-88-942040-7-0.